# 僰文
僰文（切，音同「伯」），也被稱爲方块白文、汉字白文、汉字型白文或古白文，是白族仿照漢字創造的书写白语的意音文字書寫系統。对此种文字的存在性目前尚有争议：大多数学者认爲僰文是一种独立于汉字的文字，也有学者认爲僰文不过是汉字记白音的表现。
由于不规范以及记录规则的缺失，在历史的长河中消失，其可能是派生汉字的一種。如今对其的研究也十分少。2011年广西师范大学出版了《中国白族白文文献释读》。

## 发展历程
- 南诏有字瓦、有字砖“古白文” → 汉字记白音 → 僰文 → 拉丁白文[5][6]
- 僰文的发展并不成熟，尚属于较原始的文字系统。
- 僰文用于南诏至明初，元初雄辩法师文，“解僰人之言为书，其书盛传，习者益众”，另由《蛮书》卷二《高黎贡山谣》、《说郛·玉溪编事》间《骠信和清平官星四节唱和诗》所记载。[7]

## 文字形式及其来源
- 借用汉字形（音读、直读）[2]
- 借用汉字音
- 借用古写汉字
- 修改汉字形

1. 形声、意声
2. 增删笔画

## 僰文的使用範圍
1. 祭文
2. 山歌（白族調）
3. 大本曲（白族曲藝），在大本曲的唱本中，為了適應演唱，會採取一種圈白點漢的方法來標明唱本中哪些該唱白語，哪些該唱漢語[5]。具體而言，標圈者爲漢字記白語音（類似日語萬葉假名），標點者爲漢語。圈白點漢是白族對於漢字記白音和對於白文的進一步規範和標識[5]。
4. 手抄佛經的白文註疏
5. 詩歌，如山花碑上所刻的《詞記山花·詠蒼洱境》，長達520字，是白文詩歌的典範[5]，属于明代白族诗人杨黼所作。[8]
6. 墓志銘